# Los bultos cubanos
Por bultos cubanos se conoce un escándalo generado en Chile por el ingreso de cajas con armamento de guerra durante el gobierno de Salvador Allende, como regalo de parte del gobierno cubano al mandatario chileno, camuflados en sacos de azúcar y otras mercaderías provenientes de Cuba.

## Historia
El 11 de marzo de 1972 un avión de Cubana de Aviación aterrizó en el aeropuerto de Pudahuel, portando una serie de cajas que fueron trasladadas en vehículos de la Policía Civil bajo la supervisión del director de la Policía de Investigaciones Eduardo Paredes Barrientos, sin pasar por el control del Servicio Nacional de Aduanas. Dicho cargamento, sin embargo, fue detenido por funcionarios de aduanas, quienes insistieron en el procesamiento de los paquetes antes de que pudieran ser retirados del perímetro del aeropuerto. Eduardo Paredes Barrientos, quien había llegado de Cuba con su familia en la misma aeronave rechazó la petición de los funcionarios, ordenándoles retirarse. Ante la negativa, intercedió el Ministro del Interior, Hernán del Canto, quien les ordenó que dejaran ingresar los paquetes. 
La noticia se filtró de inmediato en los periódicos. Durante las semanas siguientes el gobierno, atacado por la prensa, el Congreso y la Contraloría General de la República, dio varias excusas contradictorias sobre el contenido de los paquetes. Dijeron que eran libros, comida, cigarrillos y hasta artesanía; después se explicó que eran pinturas para una exposición de arte cubano que iba a ser montada en el Museo Nacional de Arte. Después incluso se mencionó equipamiento para la policía civil.
Allende en persona decidió poner fin a las especulaciones y la presión política. Declaró en una entrevista pública que 

"... en realidad el vuelo que llegó a Pudahuel transportaba algunos regalos que fueron enviados por el Primer Ministro cubano a mí personalmente, así como a otras autoridades de Chile"
Salvador Allende

Más tarde se constató que los paquetes contenían armamento destinado al Grupo de Amigos Personales (GAP), la unidad de guardaespaldas de Allende.

## Controversia
El escándalo fue utilizado por los detractores de Salvador Allende para desacreditar al gobierno, como un ejemplo de su falta de respeto por la legalidad y la institucionalidad, calificando la situación como contrabando de armas destinado a formar un pequeño ejército revolucionario en Chile. Fue citado por diputados opositores en la "Declaración de la Ruptura de la Democracia en Chile" como uno de los casos de ilegalidad de los funcionarios públicos del régimen. Este escándalo fue incluido dentro de un informe, conocido como Libro blanco del cambio de gobierno en Chile.
Según Norberto Fuentes, escritor cubano, disidente y antiguo colaborador del régimen castrista, durante el periodo de la Unidad Popular el gobierno de Cuba habría ingresado a Chile unos 3 mil o 4 mil fusiles de asalto AK-47, por medio de valijas diplomáticas que viajaban en Cubana de Aviación.
Por su parte, algunos antiguos miembros del Grupo de Amigos Personales señalan que dichas armas tenían como único objetivo la defensa de la residencia del presidente en la calle Tomás Moro y del Palacio de La Moneda, ante el riesgo de un eventual Golpe de Estado. De acuerdo a estos últimos, el contenido de los bultos cubanos estaba compuesto por:.
- 76 pistolas-ametralladoras,
- 12 ametralladoras de asalto AK-47
- 6 cohetes RPG-7
- 457 pistolas y revólveres
- Municiones